# Scorn
Scorn é uma banda de metal industrial do Reino Unido formada em 1991 em Birmingham. É composta por músicos das bandas Napalm Death (Harris e Bullen) e Godflesh (Justin).

## Integrantes
Atuais
- Mick Harris - bateria, vocal

Anteriores
- Nicholas Bullen - vocal, baixo
- Justin Broadrick - guitarra
- James Plotkin - guitarra

## Discografia

### Álbuns
- 1992 - Vae Solis
- 1994 - Colossus
- 1994 - Evanescence
- 1995 - Ellipsis (Coleção remixes)
- 1996 - Gyral
- 1996 - Logghi Barogghi
- 1997 - Whine
- 1997 - Zander
- 1999 - Anamnesis - Rarities 1994 - 1997
- 2000 - Greetings From Birmingham
- 2002 - Plan B
- 2004 - List of Takers
- 2007 - Stealth
- 2010 - Refuse;Start Fires

### Singles & EPs
- 1992 - Deliverance
- 1992 - Lick Forever Dog
- 1993 - Lament
- 1993 - White Irises Blind
- 1994 - Silver Rain Fell
- 1995 - Stairway
- 1996 - Leave It Out
- 2000 - Imaginaria Award
- 2002 - Governor
- 2006 - Born a Fielda, Die a Fielda
- 2008 - Whistle for It
- 2008 - Super Mantis Part 1